# Deuxième circonscription d'Omonada
La deuxième circonscription d'Omonada est une des 177 circonscriptions législatives de l'État fédéré Oromia, elle se situe dans la Zone Jimma. Son représentant actuel est Biya Diga Ibrahim.